# Jagdgeschwader 400
Das Jagdgeschwader 400 war ein Verband der Luftwaffe im Zweiten Weltkrieg. Es war das einzige Geschwader der Luftwaffe, das mit der Messerschmitt Me 163 ausgestattet war, einem Objektschutz-Abfang-Jäger mit Walter-Raketenantrieb.

## Aufstellung
Die 1. Staffel wurde am 26. April 1944 in Wittmundhafen (Lage) aus der 20. Staffel des Jagdgeschwaders 1 aufgestellt. Die 2. Staffel und der Gruppenstab folgten im Juli 1944 in Venlo (Lage) in den Niederlanden. Am 12. November erfolgte die Aufstellung des Stabes der II. Gruppe und der 5. und 6. Staffel in Stargard (Lage). Die III. Gruppe entstand am 21. Juli 1944 auf dem Fliegerhorst Brandis (Lage), zuerst unter der Bezeichnung Ergänzungs-Staffel des Jagdgeschwaders 400 (Erg.St.JG 400). Am 14. Oktober 1944 bildete sich daraus die IV. Gruppe des Ergänzungsjagdgeschwaders 2 in Udetfeld (Lage). Erst im Dezember 1944 erfolgte die endgültige Umbenennung in III./JG 400 mit der 13. und 14. Staffel. Nun wurde auch ein Geschwaderstab auf dem Fliegerhorst Brandis gebildet. Das Geschwader war mit der Messerschmitt Me 163 ausgerüstet.

## Gliederung
Der Geschwaderstab führte am 10. Januar 1945 die I. bis III. Gruppe, die wiederum in Staffeln unterteilt waren. Die 1. und 2. Staffel gehörte der I. Gruppe, die 5. und 6. Staffel der II. Gruppe und die 13. und 14. Staffel der III. Gruppe an. Jede Staffel, geführt durch einen Staffelkapitän, war in sechs Schwärme mit je vier Flugzeugen unterteilt. Daraus ergab sich eine Sollstärke der Jagdfliegergruppe von 48 Flugzeugen in den zwei Staffeln und 4 Flugzeugen für die Gruppenstabsstaffel mit dem Gruppenkommandeur. Dies ergab bei drei Jagdfliegergruppen eine Sollstärke von 156 Flugzeugen und 4 Flugzeugen für die Geschwaderstabsstaffel mit dem Geschwaderkommodore. Daraus ergibt sich eine Sollstärke von 160 Flugzeugen.

## Geschichte

### 1944
Aufgrund der Einsatzcharakteristik der Messerschmitt Me 163 als Objektschutz-Abfang-Jäger flog die I. Gruppe ihre ersten Einsätze vom Fliegerhorst Brandis nahe Leipzig aus. Von dort aus sollte sie US-Bomberformationen angreifen, die das Hydrierwerk Leunawerke in Leuna regelmäßig angriffen, um die Treibstofferzeugung zu stören. Dazu war sie in der Luftflotte Reich unter dem I. Jagdkorps der 1. Jagddivision unterstellt.

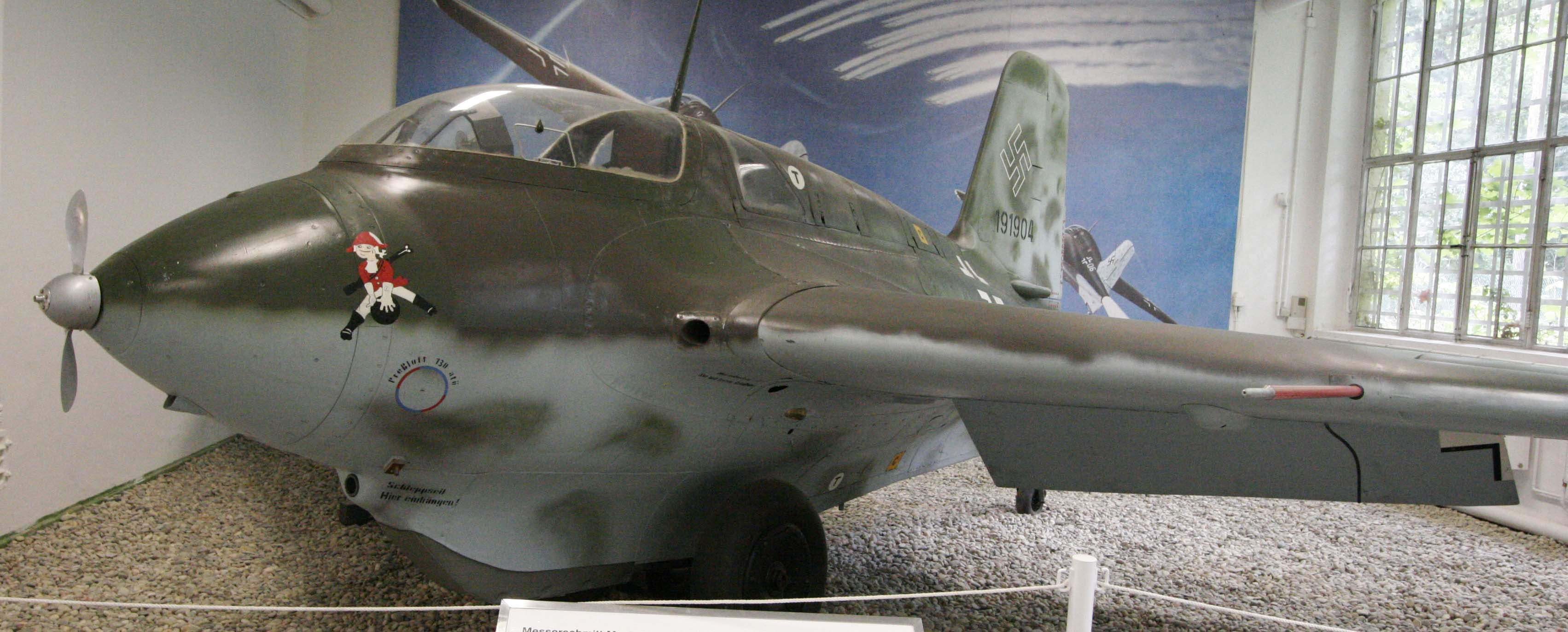
Me 163 der 1. Staffel des JG 400 im Militärhistorischen Museum Flugplatz Berlin-Gatow

Im Mai 1944 trafen die ersten fabrikneuen 13 Messerschmitt Me 163B-1 ein. Der erste, noch erfolglose Einsatz fand am 28. Juli 1944 statt, als sechs Me 163 gegen eine Formation von 596 viermotorigen B-17 Flying Fortress starteten, die zu den Leunawerke unterwegs waren. Am 16. August schossen zwei P-51 der 359th Fighter Group der US-Luftwaffe bei Bad Lausick die Me 163B-0 des Leutnants Hartmut Ryll ab. Ab Dezember 1944 war auch die II. Gruppe in Brandis stationiert. Gemeinsam mit der I. Gruppe flog sie Einsätze gegen US-Bomber. 

### 1945
Am 19. April 1945 wurde die I. Gruppe aufgelöst. Die II. Gruppe verlegte im Februar nach Salzwedel (Lage), im April nach Nordholz  (Lage) und im Mai 1945 nach Husum (Lage). Dort erreichte sie das Kriegsende. Die III. Gruppe und ihre Vorgängereinheit war ab September 1944 in Udetfeld in Oberschlesien beheimatet.

### Fazit
Insgesamt litt die Einsatzbereitschaft des Geschwaders unter dem Mangel an Raketentreibstoff und ausgebildeten Flugzeugführern. Bis zur Auflösung des Geschwaders im März 1945 gelangen 16 Abschüsse.

## Verluste
| Datum         | Dienstgrad   | Name             | Ursache             |
| ------------- | ------------ | ---------------- | ------------------- |
| 13. Aug. 1944 | Oberleutnant | Joachim Bialucha | unbekannte Ursache  |
| 13. Jan. 1945 | Oberleutnant | Heinz Dönnecke   | unbekannte Ursache  |
| 16. Aug. 1944 | Leutnant     | Hartmut Ryll     | Abschuss durch P-51 |
| 13. Sep. 1944 | Oberleutnant | ? Schulz         | Bruchlandung        |
| 22. Jan. 1945 | Oberleutnant | Gottfried Wagner | Bruchlandung        |

## Kommandeure

### Geschwaderkommodore
| Dienstgrad | Name           | Zeit                             |
| ---------- | -------------- | -------------------------------- |
| Major      | Wolfgang Späte | 27. Dezember 1944 bis April 1945 |

### Gruppenkommandeure
I. Gruppe
- Major Wolfgang Späte, 8. September 1944 bis 26. September 1944[14]
- Hauptmann Robert Olejnik, 27. September 1944 bis 2. November 1944[15]
- Hauptmann Wilhelm Fulda, 25. November 1944 bis 19. April 1945[16]

II. Gruppe
- Hauptmann Rudolf Opitz, 12. November 1944 bis 30. April 1945[17]

Erg.St.JG 400/III. Gruppe
- Oberleutnant Franz Medicus, 21. Juli 1944 bis 13. Oktober 1944[18]

## Bekannte Geschwaderangehörige
- Albert Falderbaum (1913–1961) war ein Kunstflieger
- Rudolf Opitz (1910–2010) war ein Segelflieger und Testpilot
- Wolfgang Späte (1911–1997) war von 1956 bis 1962, als Oberstleutnant der Luftwaffe der Bundeswehr, Inspizient für Flugsicherheit
- Mano Ziegler (1908–1991) war ein Testpilot, Journalist und Schriftsteller